# 크리스틴 에레라
크리스틴 에레라(Kristin Herrera, 1989년 2월 21일 ~ )는 미국의 배우이다.

## 출연 작품
- 레저렉션 메리 (2007)
- 프리라이터스다이어리 (2007)